# Вітковський Віталій Вікторович
Вітковський Віталій Вікторович (* 15 березня 1926, м. Харків) — диригент. 3аслужений діяч мистецтв України (1995). Учасник 2-ї світ війни. Закінчив Київську консерваторію (кл. М. Канерштейна, 1958). 1958-81 — диригент оркестрів в театрах України й Білорусі. 1981—95 — головний диригент Сумського ім. М. Щепкіна, 1995–2002 — Криворізького ім. Т. Г. Шевченка театрів драми та музичної комедії. 2002 виїхав до Німеччини. Диригував музичні вистави: «Весела вдова» Ф. Леґара, «Кажан» Й. Штрауса, «Маріца», «Сільва» І. Кальмана, «Три мушкетери» М. Дунаєвського тощо.